# Héctor González (cyclisme)
Pour l’article homonyme, voir Héctor González.
Héctor González Baeza, né le 16 mars 1986 à Barakaldo en Biscaye,  est un coureur cycliste espagnol.

## Palmarès
- 2004
  - 2e du championnat d'Espagne du contre-la-montre juniors
  - 2e du Giro della Lunigiana
  - 3e du championnat d'Espagne sur route juniors
- 2006
  - 2e étape du Tour de la Bidassoa
  - 4e étape de la Bizkaiko Bira (es)
- 2007
  - Subida a Gorla
  - Mémorial Ángel Mantecón
  - 3e du championnat d'Espagne du contre-la-montre espoirs
- 2010
  - 6e étape du Tour de Beauce
  - 5e étape du Tour de Guadeloupe
- 2011
  - 3e étape du Tour de Galice
  - 2e du Tour de Galice

## Résultats sur les grands tours

### Tour d'Italie
1 participation
- 2009 : 103e

## Classements mondiaux
| Année            | 2007   | 2008 | 2009 | 2010 |
| ---------------- | ------ | ---- | ---- | ---- |
| UCI America Tour |        |      |      | 165e |
| UCI Asia Tour    |        |      |      | 250e |
| UCI Europe Tour  | 1 187e |      |      |      |